# 圣贝尔纳
圣贝尔纳（法語：Saint-Bernard，法語發音：[sɛ̃ bɛʁnaʁ] ⓘ）是法国东部安省的一个市镇，属于布雷斯地区布尔格区。

## 地理
圣贝尔纳（45°56'42"N, 4°44'14"E）面积3.15 平方千米，位于法国奥弗涅-罗讷-阿尔卑斯大区安省，该省份为法国东部省份，北起汝拉省，西北接索恩-卢瓦尔省，西接罗讷省和里昂大都会，南至伊泽尔省，东与萨瓦省、上萨瓦省和瑞士接壤。
与圣贝尔纳接壤的市镇（或旧市镇、城区）包括：雅桑-里奥捷、福尔芒河畔圣迪迪耶、特雷武、昂斯。

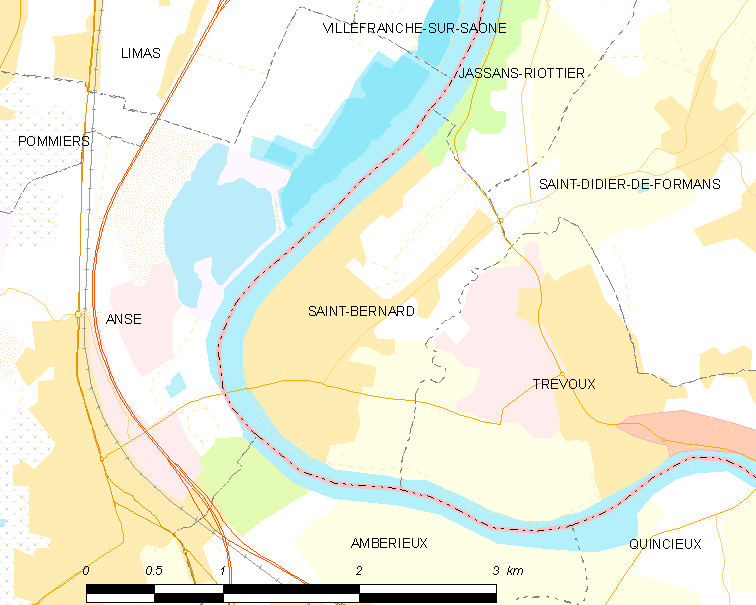
圣贝尔纳的OSM定位图

圣贝尔纳的时区为UTC+01:00、UTC+02:00（夏令时）。

## 行政
圣贝尔纳的邮政编码为01600，INSEE市镇编码为01339。

## 政治
圣贝尔纳所属的省级选区为特雷武县。

## 人口

1962-2008年间圣贝尔纳人口变化图示

圣贝尔纳于2022年1月1日时的人口数量为1544人。